# Borromeo

Stemma principesco di Casa Borromeo

I Borromeo sono un'importante famiglia della nobiltà milanese, che per secoli ebbe forte influenza sulla città di Milano e sulle zone del Lago Maggiore, il cosiddetto "Stato Borromeo". Tramite il matrimonio di Giberto Borromeo con Maddalena di Brandeburgo, vantano la discendenza di Federico II di Svevia e, tramite Ersilia Farnese, di papa Paolo III.
Tra i membri più noti della casata si possono ricordare il cardinale Carlo Borromeo, venerato come santo dalla Chiesa cattolica, e il cardinale Federico Borromeo, immortalato da Alessandro Manzoni nel romanzo I promessi sposi.

## Storia

### Origini
Le notizie relative alla famiglia risalgono alla fine del XIII secolo. Originari dei dintorni di Roma, si trasferirono a San Miniato al Tedesco (nell'attuale provincia di Pisa), dove presero il nome di 'Buon Romei', come erano chiamati tutti coloro che provenivano dalla Città, nonostante non fossero pellegrini.
La fortuna economica arride subito alla famiglia e, grazie a un'accorta politica matrimoniale (Filippo Buonromei sposò infatti Talda, sorella di Beatrice di Tenda, moglie di Facino Cane e, in seguito, di Filippo Maria Visconti), si conquistarono l'appoggio della potente famiglia viscontea.
A causa delle lotte tra Firenze e i presidi ghibellini in Toscana, intorno agli anni '60-'70 del XIV secolo, i Borromeo si trasferirono a Milano e a Padova, per gestire l'attività economica prevalente di banchieri. 
Un ramo della famiglia comunque si professò guelfa e si stabilì a Firenze, tenendovi a lungo case, palazzi e ville.
A Padova si celebrano le nozze tra Margherita Borromeo e Giacomo Vitaliani, ricco esponente della famiglia Vitaliani che vantava, benché senza prove storicamente accettabili, la discendenza da santa Giustina di Padova, la santa martirizzata sotto Diocleziano nel 303. 
Nel 1409, alla morte di Giacomo Vitaliani, che aveva sperperato il patrimonio di famiglia, il figlio Vitaliano Vitaliani sarà adottato dallo zio materno, Giovanni Borromeo, privo di figli, con l'obbligo di assumerne il cognome. Vitaliano divenne così il capostipite della famosa famiglia milanese, con il nome di Vitaliano I Borromeo.

### XV secolo
Vitaliano I Borromeo continuò i commerci dello zio aprendo due nuove filiali della banca a Burgos e a Barcellona e nel 1416 acquistò la cittadinanza milanese venendo creato nel 1418 tesoriere del ducato di Milano. Vitaliano inoltre nel 1432, fortificò il suo palazzo fuori città (l'attuale castello di Peschiera Borromeo) e tra il 1439 e il 1440, gli furono concessi dal Duca di Milano, Filippo Maria Visconti vari feudi, tra cui quello di Arona sul Lago Maggiore, sul quale, nel 1445, gli venne concesso il titolo di Conte di Arona. Si guadagnò poi anche il favore di Francesco Sforza, che gli donò altri feudi tra cui quello di Angera nel 1449.
Da Vitaliano I discesero altri grandi personaggi della famiglia.
Il figlio di Vitaliano, Filippo Borromeo (1419-1469), venne favorito notevolmente da Francesco Sforza, che lo nominò suo consigliere di fiducia e gli consentì di aprire filiali della sua banca a Barcellona ed a Londra. Nel 1461 venne nominato Conte di Peschiera.
Il figlio di Filippo, Giovanni I "Il Giusto" (1439-1495), fu vincitore a Crevoladossola di Svizzeri e Vallesani nella battaglia presso il ponte di Crevola il 28 aprile 1487.
Nel 1497 Ludovico il Moro, elevò Angera da borgo a città e mise ivi la sede del Capitano del Lago Maggiore e concesse il diritto di mercato e due Fiere annuali. Il Moro riconobbe agli angeresi anche importanti esenzioni dai dazi sulle merci che circolavano sul lago Maggiore, a danno dei Borromeo che di tali dazi erano titolari.

#### "Stato Borromeo"
L'insieme delle terre appartenute al re dei Longobardi Desiderio, indi all'imperatore Federico Barbarossa, situate intorno al lago Maggiore, costituirono, tra il XIV e XV secolo, lo "Stato Borromeo", vasto più di mille chilometri quadrati, con Arona ed Angera sedi del Conte e Marchese.
Era ripartito in dieci podesterie: Mergozzo, Omegna, Vogogna, Val Vigezzo, Cannobio, Intra, Laveno, Lesa, Angera e Arona. Il podestà di Arona era il delegato comitale anche per le funzioni giurisdizionali, dato che le proprietà borromaiche non dipendevano dalla giustizia ordinaria di Novara e di Milano. Il territorio, che era stato affidato in comodato dal Barbarossa e poi da Federico II di Svevia a feudatari locali, era scarsamente popolato, ma permetteva da parte del signore il controllo della navigazione lacustre e l'introito daziario che veniva incamerato ad Arona.
Collocato al limite nord-occidentale del ducato di Milano e confinante con la Svizzera, conquistò un determinante ruolo strategico per il gran numero di siti fortificati, la disponibilità di un esercito locale, il sostegno dell'aristocrazia del posto. Il vasto feudo ebbe una lunga vita e solo l'occupazione napoleonica nel 1797 riuscì a smantellarlo. I Borromeo, però, conservarono il patrimonio immobiliare.

### XVI secolo
Si ricordano poi i tre figli di Giovanni I: Giberto Borromeo (1460-1508), Lancillotto Borromeo (1473-1513) e Ludovico Borromeo (1468-1527) che, quando Ludovico il Moro cercò di ottenere con la forza il castello di Domodossola che era controllato dai Borromeo, si opposero fermamente. Ad Arona, feudo della famiglia, venne poi concordata il 10 aprile 1503 la pace tra la Francia e Milano nonché quella tra Milano e la Confederazione Elvetica. Con la cacciata degli Sforza e l'ascesa di Luigi XII di Francia, i Borromeo assieme ad altre casate come i Trivulzio ed i Pallavicino, ottennero ancora più potere a Milano. Lancillotto è, inoltre, ricordato per aver acquistato la proprietà di Isola Madre nel 1501.
Dal 1535 Angera, come tutto il Ducato di Milano, passò sotto il dominio spagnolo, e fu nuovamente concessa in feudo ai Borromeo, almeno fino al 1577, quando tornò a dipendere direttamente dal governo di Milano.
Dei figli di Ludovico ricordiamo Camillo I Borromeo (m. 1549), governatore di Como e poi di Pavia. Sposò nel 1529 la contessa Corona Cavazzo della Somagli da cui ebbe tre figli: Barbara (1538-1572), Giustina (1540-1593) e Giovanni Battista (??-1577). Giovanni Battista I Borromeo fu Signore di Cannobio e sposò Giulia Sanseverino. La figlia Barbara sposò Camillo I Gonzaga, sovrano della Contea di Novellara nel 1555.
Dei figli di Giberto ricordiamo Federico Borromeo (1492-1528) che sposò Veronica Visconti di Somma ed ebbe 3 figli tra cui: Giberto II Borromeo (1511-1558), governatore del Lago Maggiore, e Giulio Cesare Borromeo (1517-1572).

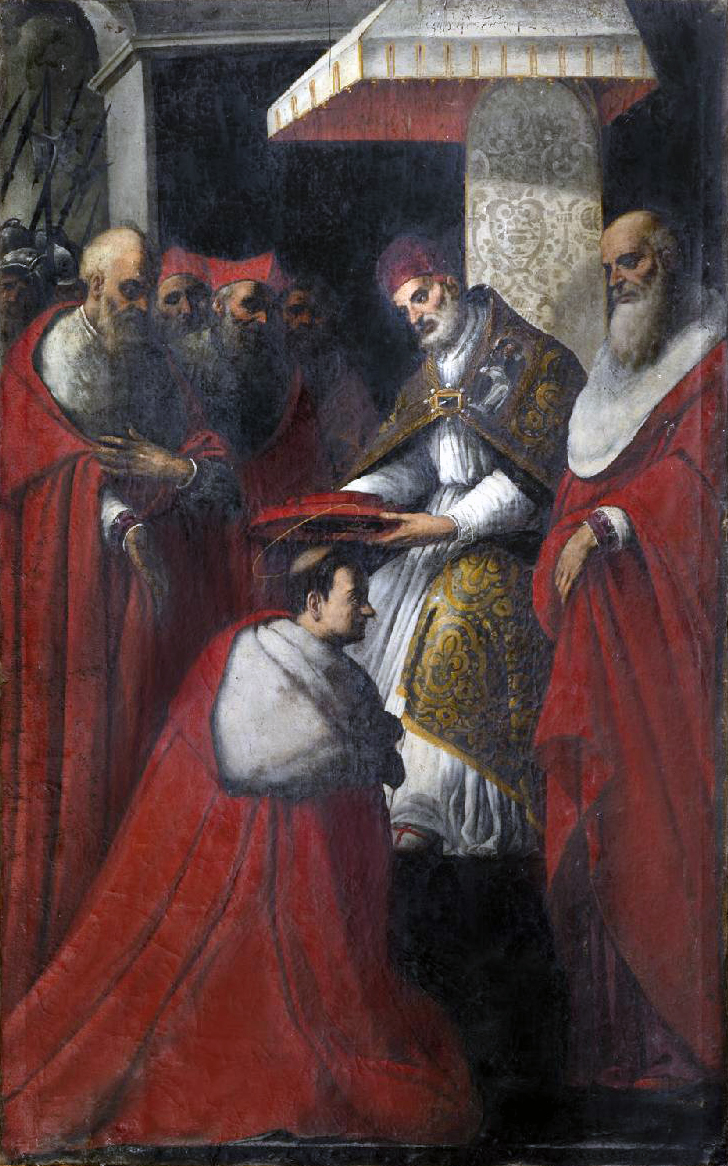
Ambito toscano, San Carlo Borromeo consacrato cardinale, 1626

Di Giberto II furono figli: Carlo Borromeo (1538-1584), arcivescovo e cardinale italiano, santo della Chiesa cattolica, e Federico II Borromeo (1535-1562), principe di Oria e marito di Virginia della Rovere (figlia del duca di Urbino e "pretendente" del ducato di Camerino). Tra le figlie di Giberto II ricordiamo Camilla Borromeo moglie di Cesare I Gonzaga, principe di Molfetta, duca di Ariano e signore della contea di Guastalla di cui Camilla fu reggente per il figlio Ferrante II Gonzaga (primo duca sovrano di Guastalla).

### XVII secolo

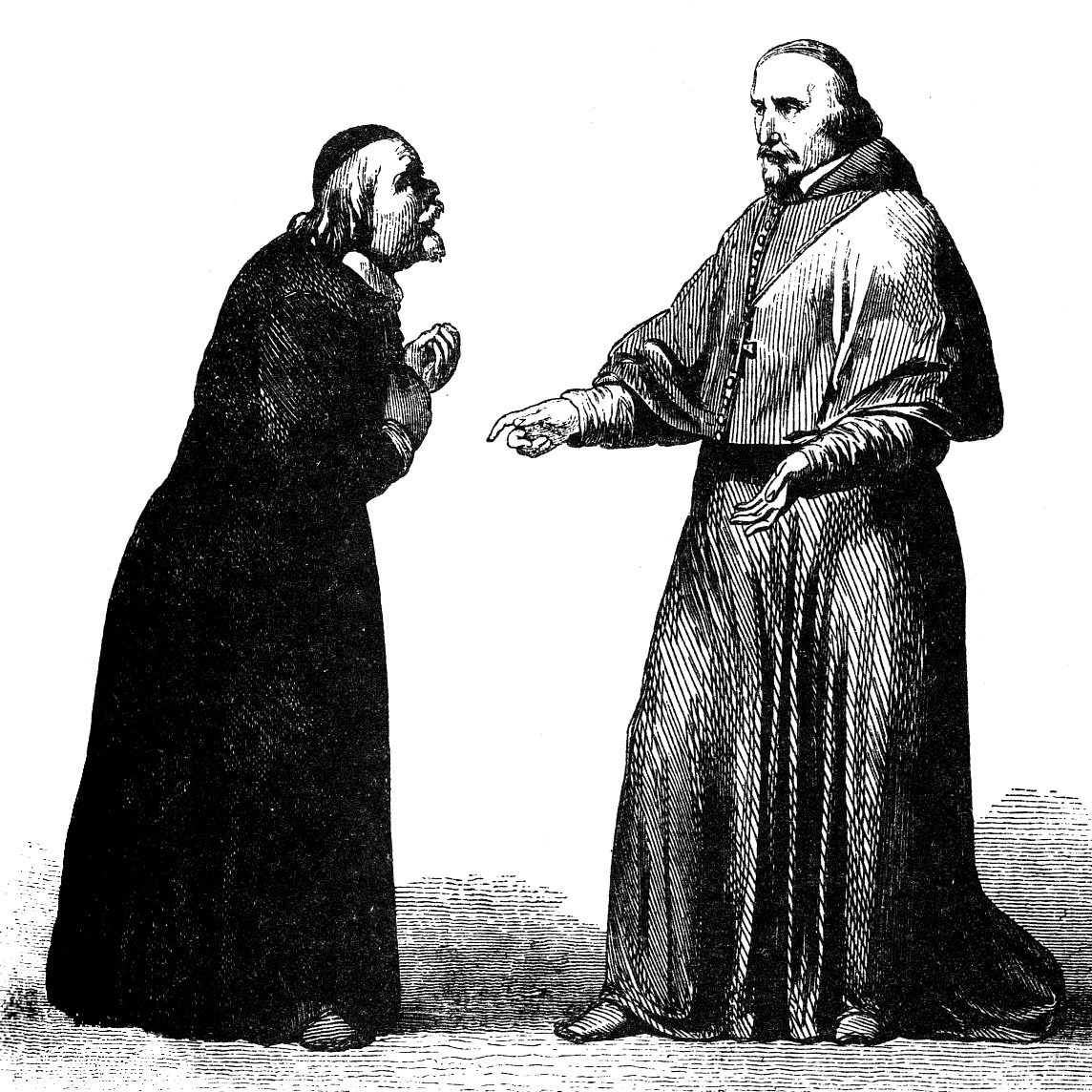
Don Abbondio e il cardinale Federico Borromeo. Illustrazione di Gonin all'edizione del 1840 dei Promessi sposi

Dei figli di Giulio Cesare Borromeo, vi furono Renato I Borromeo (1555-1608), chiamato dal governatore di Milano, Carlo d'Aragona Tagliavia, a ricoprire incarichi di rilievo nella politica del ducato venendo sfruttato per le sue naturali dote oratorie come ambasciatore, e il cardinale Federigo Borromeo (1564-1631), uomo di chiesa di manzoniana memoria che resse le sorti di Milano e ne improntò la vita politica e culturale, ribadendo l'opera del cugino San Carlo.
Tra i figli di Renato I ed Ersilia Farnese vi furono Giulio Cesare Borromeo (1590-1638), valido uomo di guerra, e Carlo III Borromeo (1586-1652), che fu il primo ideatore dei lavori di trasformazione dell'Isola Bella sul Lago Maggiore.
Nel 1623 il Cardinale Federigo Borromeo acquistò nuovamente il feudo, con il titolo di Marchese di Angera, per sé e per i propri nipoti, tenendo il titolo di Conte di Arona come titolo sussidiario che, ancora oggi, solitamente viene concesso al primogenito del capo della casata. Il Cardinale, che fu capace di ricreare con gli angeresi un rapporto di fiducia, ricostituì la Collegiata nella chiesa di S. Maria Assunta con un Capitolo di sei canonici. Il Cardinale ottenne inoltre per gli angeresi la libertà di pesca: nel 1623 il re Filippo IV di Spagna concesse infatti l’uso civico di pesca agli abitanti di Angera e di Ranco, ancora oggi in vigore.
Tra i figli di Giulio Cesare, da ricordare il cardinale Federico Borromeo (1617-1673).
Gli eredi di Carlo III furono il cardinale Giberto III Borromeo (1615-1672), Renato II Borromeo (1618-1685) e Vitaliano VI Borromeo (1620-1690), quest'ultimo artefice delle maggiori trasformazioni dell'Isola Bella e della costruzione del Palazzo Borromeo, uno dei più grandiosi esempi di villa di delizia nell'area lombarda. Renato II consolidò la famiglia Borromeo nell'organizzazione dello stato milanese tramite il suo matrimonio, celebrato il 21 ottobre del 1652, con la contessa Giulia Arese, figlia ed erede del conte Bartolomeo III Arese, presidente del senato di Milano ed uno dei più ricchi possidenti locali. Questo matrimonio, di grande impatto presso l'aristocrazia milanese del tempo, non solo arricchì ulteriormente i già potenti Borromeo ma fece sì che il figlio primogenito della coppia, assumesse il cognome di "Borromeo Arese".

### XVIII secolo
Tra i figli di Renato II e Giulia Arese vi furono Giberto Borromeo (1671-1740), cardinale e vescovo-conte di Novara, e Carlo Borromeo Arese (1657-1734), Viceré di Napoli dal 1710 al 1713; sposò nel 1677 donna Giovanna Odescalchi, figlia del conte don Carlo e di donna Beatrice Cusani dei marchesi di Chignolo, la quale era nipote di papa Innocenzo XI e nel 1689 si risposò con donna Camilla Barberini, figlia di Maffeo, principe di Palestrina e grande di Spagna, che era un pronipote di papa Urbano VIII.
Tra i figli di Carlo Borromeo Arese vi furono Giovanni Benedetto Borromeo Arese (1679-1744), imprenditore e marito di Clelia Grillo, considerata in Italia una delle donne più colte della sua epoca. Sembra che Carlo Borromeo fosse contrario al matrimonio, perché considerava le giovani Grillo ragazze poco affidabili. La situazione fu poi sbloccata dal conte Marco Antonio Visconti e dal principe Eugenio di Savoia. Le nozze furono celebrate l'8 marzo 1707. Si trattò di un matrimonio felice e la coppia ebbe otto figli: Giulia (1709-1731), Renato III Borromeo Arese (1710-1778), Maria Paola (1712-1761), Francesco (1713-1775), Giuseppe (1714-1715), Antonio (1715), Giustina (1717-1741) ed il cardinale Vitaliano Borromeo (1720-1793).
Clelia Grillo dal 1711 iniziò a tenere a Milano un salotto culturale tra i più frequentati che però aveva tendenze politiche spiccatamente filo-spagnole. I figli crebbero sotto la forte tutela del nonno Carlo il quale copriva la debole presenza di loro padre Giovanni a contrasto dell'agguerrita e polemica madre con cui erano soventi gli scontri anche in famiglia. Sino al 1734, anno della sua morte, Carlo fu de facto il tutore di Renato III e spianò per lui una carriera al servizio dell'Austria e facendogli mantenere forti contatti con l'aristocrazia milanese ad essa fedele. Fu a seguito della scomparsa del capofamiglia, che i contrasti tra Renato e sua madre si acuirono ulteriormente al punto da spingere lui stesso la regina arciduchessa Maria Teresa d'Austria ad esiliare la sua genitrice nel palazzo di campagna ed a privarla di molte prerogative e privilegi. A partire dal 1770, dietro sua esplicita richiesta ed in riconoscimento della fedeltà mostrata alla causa austriaca, Renato III riuscì ad ottenere da Maria Teresa tramite la Regia Camera di Milano il riconoscimento del titolo di Conte per tutti i membri maschi della famiglia Borromeo e non più solo al primogenito come accadeva in precedenza.

### XIX secolo
Tra i figli di Renato III vi furono Giberto (1751-1837), che sposò Contessa Cusani. Oppostosi fermamente alla rivoluzione, nel 1796, quando Napoleone Bonaparte entrò a Milano, venne deportato con altri dapprima a Cuneo e poi alla fortezza di Nizza, ove rimase imprigionato. Nel 1805, quando la Repubblica Italiana divenne Regno d'Italia napoleonico, Francesco Melzi d'Eril lo segnalò a Napoleone per ricoprire incarichi di rilievo e lo propose contestualmente per la nomina a cavaliere dell'Ordine della Corona ferrea. Tornato alla ribalta nell'amministrazione milanese, nel 1810 divenne consigliere della città imperiale di Milano. Personaggio sempre più in vista, accolse nel suo splendido palazzo sull'Isola Bella al Lago Maggiore la principessa Carolina di Brunswick, moglie del principe del Galles (futuro Giorgio IV del Regno Unito) nel 1814, re Francesco I delle Due Sicilie nel 1825, re Carlo Felice di Savoia nel 1828 e re Carlo Alberto di Savoia nel 1836.
Figlio di Giberto fu Vitaliano VIII Borromeo (1792-1874), letterato e uomo di cultura, e noto anche per le sue attività patriottiche. A quest'ultimo Borromeo si devono altre innovazioni nel palazzo dell'Isola Bella.
Tra i figli di Vitaliano VIII vi furono il cardinale Edoardo Borromeo (1822-1881), Giberto Borromeo (1815-1885), Guido Borromeo (1818-1890), Emanuele Borromeo (1821-1906), senatore del Regno d'Italia nella XVIII legislatura, ed Emilio Borromeo (1829-1909). Figlio di quest'ultimo, Giberto Borromeo Arese (1859-1941), ricevette la nomina di I Principe di Angera dal re Vittorio Emanuele III di Savoia con Regio decreto motu proprio del 21-12-1916 e Regie Patenti del 1-03-1917.

### Epoca recente

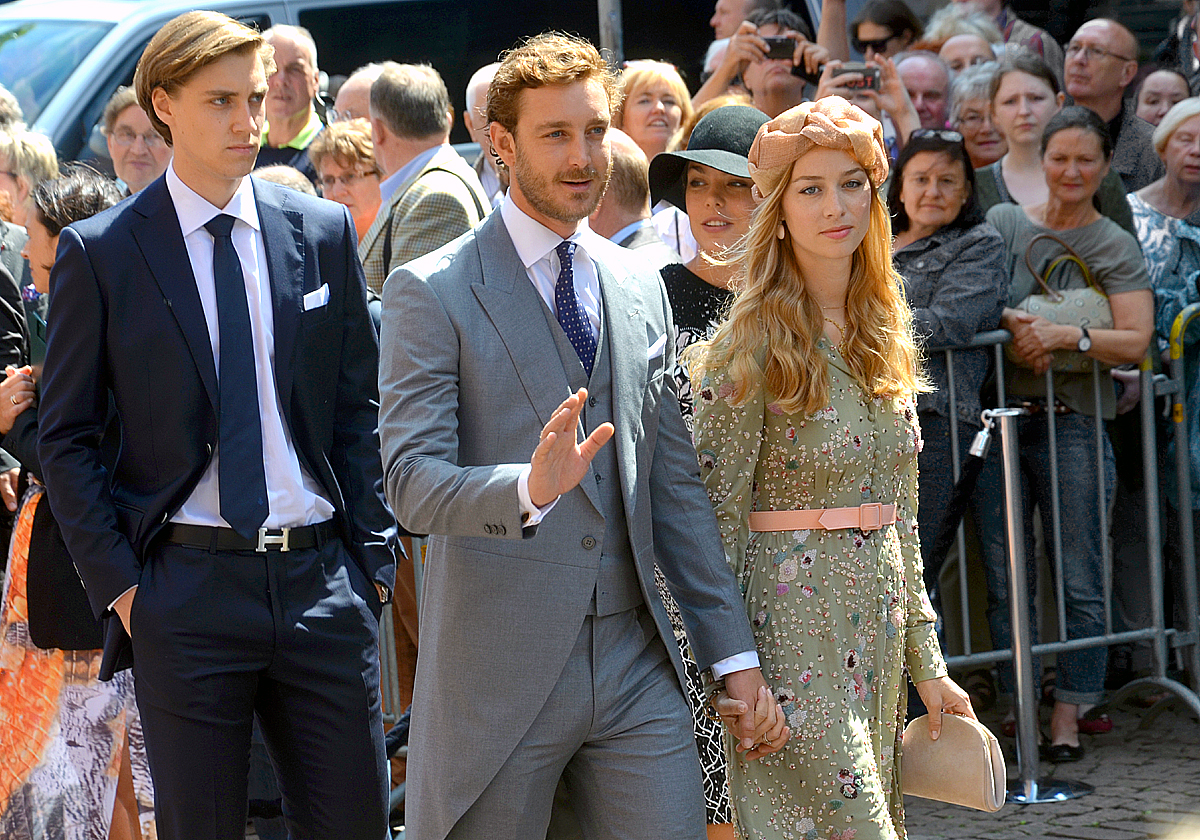
Beatrice Borromeo e Pierre Casiraghi nel 2017.

Nei tempi odierni la famiglia era rappresentata da Giberto Borromeo Arese (1932-2015). A succedergli è il primogenito Vitaliano Borromeo Arese.
Il fratello di Giberto, Carlo Ferdinando Borromeo (1935), ha avuto 5 figli. Con Marion Sibylle Zota ha avuto: Isabella Borromeo (nata nel 1975; sposata con Ugo Brachetti Peretti dal 2005 al 2020), Lavinia Ida Borromeo (nata nel 1977; sposata nel 2004 con John Elkann, figlio di Alain Elkann e Margherita Agnelli) e Matilde Borromeo (nata nel 1983; sposata con il principe Antonius zu Fürstenberg dal 2011 al 2019). Con Paola Marzotto, figlia di Marta Marzotto e Umberto Marzotto, ha avuto: Carlo Ludovico Borromeo (1982) e Beatrice Borromeo (nata nel 1985, giornalista politica italiana; sposata nel 2015 con Pierre Casiraghi, figlio della principessa Carolina di Monaco).

## Titoli
- Conti di Arona (1445-1613)
- Marchesi di Angera (1623-1797)
- Marchesi titolari di Angera (1797-oggi)
- Principi di Angera (1916-oggi)
- Conte delle Degagne di San Maurizio
- Conte di San Martino
- Conte di Maccagno
- Signore di Omegna
- Signore di Cannobio, Vergante, Vegezzo, Agrate, Palestro, Camairago, Guardasone, Laveno
- Consignore della Pieve di Seveso
- Patrizio Milanese

## Cardinali
| Ritratto | Nome                         | Nascita           | Creato cardinale                   | Morte             | Note                                                                                           |
|          | Carlo Borromeo               | 2 ottobre 1538    | 31 gennaio 1560 da Pio IV          | 3 novembre 1584   | Il 1º novembre 1610 Carlo è stato canonizzato ed è venerato come santo dalla Chiesa cattolica. |
|          | Federico Borromeo il Vecchio | 18 agosto 1564    | 18 dicembre 1587 da Sisto V        | 21 settembre 1631 |                                                                                                |
|          | Giberto III Borromeo         | 28 settembre 1615 | 19 febbraio 1652 da Innocenzo X    | 6 gennaio 1672    |                                                                                                |
|          | Federico Borromeo il Giovane | 29 maggio 1617    | 22 dicembre 1670 da Clemente X     | 18 febbraio 1673  |                                                                                                |
|          | Giberto Borromeo             | 12 settembre 1671 | 15 marzo 1717 da Clemente XI       | 22 gennaio 1740   |                                                                                                |
|          | Vitaliano Borromeo           | 3 marzo 1720      | 26 settembre 1766 da Clemente XIII | 7 giugno 1793     |                                                                                                |
|          | Edoardo Borromeo             | 3 agosto 1822     | 13 marzo 1868 da Pio IX            | 30 novembre 1881  |                                                                                                |

## Castelli, palazzi e ville
| Immagine | Struttura                           | Località                    | Costruzione         | Appaltatore                            | Note |
|          | Castello Borromeo                   | Camairago                   |                     |                                        | |
|          | Castello Borromeo                   | Cassano d'Adda              |                     |                                        | |
|          | Castello Borromeo                   | Corneliano Bertario         |                     |                                        | |
|          | Castello Borromeo                   | Origgio                     |                     |                                        | |
|          | Castello Borromeo                   | Peschiera Borromeo          | XV/XVI secolo       | Vitaliano I Borromeo                   | Il castello è circondato da un ampio fossato. |
|          | Palazzo Arese Borromeo              | Cesano Maderno              | 1626 - 1670 ca.     | Bartolomeo III Arese                   | Il palazzo è sede dell'Università San Raffaele - Facoltà di Filosofia. |
|          | Palazzo Borromeo                    | Isola Bella                 | 1632 - 1652         | Carlo III Borromeo                     | Oggi il palazzo è adibito a museo. |
|          | Palazzo Borromeo                    | Milano                      | XIII secolo         | Famiglia Borromeo                      | Residenza attuale della famiglia. |
|          | Palazzo Borromeo d'Adda             | Milano                      | XVIII secolo        | Febo d'Adda                            | |
|          | Palazzo Gabrielli-Borromeo          | Roma                        | XVI secolo          | Girolamo Gabrielli dei conti di Gubbio | Dal 1930 è sede dell'attuale Collegio San Roberto Bellarmino della Provincia Romana della Compagnia di Gesù. |
|          | Rocca di Angera                     | Angera                      | XI - XVII secolo    | Famiglia Visconti e famiglia Borromeo  | La rocca appartiene ancora alla famiglia Borromeo ed è anche sede del Museo della Bambola, fondato nel 1988 dalla principessa Bona Borromeo Arese. |
|          | Villa Borromeo a San Casciano       | San Casciano in Val di Pesa | XIV secolo          | Famiglia Borromeo                      | Dal 1957 la villa ospita un ristorante ed è attualmente proprietà di Adele e Livia Zannoni. |
|          | Villa Borromeo d'Adda               | Arcore                      | XVII - XVIII secolo | Famiglia D'Adda                        | Dal 1980, nella villa, sono ubicati gli Uffici comunali di Arcore, mentre il parco è aperto al pubblico. Dal 2010 le scuderie sono sede distaccata del corso accademico di restauro dell'Accademia di Brera. |
|          | Villa d'Adda-Borromeo               | Cassano d'Adda              | XVIII secolo        | Famiglia D'Adda                        | Dall'Ottocento a oggi la villa è proprietà privata della famiglia Borromeo. |
|          | Villa San Carlo Borromeo            | Senago                      | XIV secolo          | Famiglia Visconti                      | Dal 1629 al 1983 la villa fu proprietà dei Borromeo, da allora fu acquistata dall'Università internazionale del Secondo Rinascimento. È inoltre sede di congressi, corsi, seminari, riunioni di enti pubblici e privati, italiani e stranieri, ed infine di un museo permanente e di un museo per grandi mostre.                          |
|          | Villa Visconti Borromeo Arese Litta | Lainate                     | XVI secolo          | Pirro I Visconti Borromeo              | Dopo la morte di Giulio Visconti Borromeo Arese nella seconda metà del XVIII secolo, la villa passò prima alla famiglia Litta, poi nel 1872 al barone Ignazio Weill Weiss, nel 1916 al suo contabile Erminio Riboni, nel 1932 alla famiglia Toselli, e, infine, nel 1970 venne acquistata dal Comune di Lainate che l'ha adibita a museo. |

## Altri monumenti relativi alla famiglia
- Il Sacro Monte e il San Carlone ad Arona
- I Castelli di Cannero a Cannobio

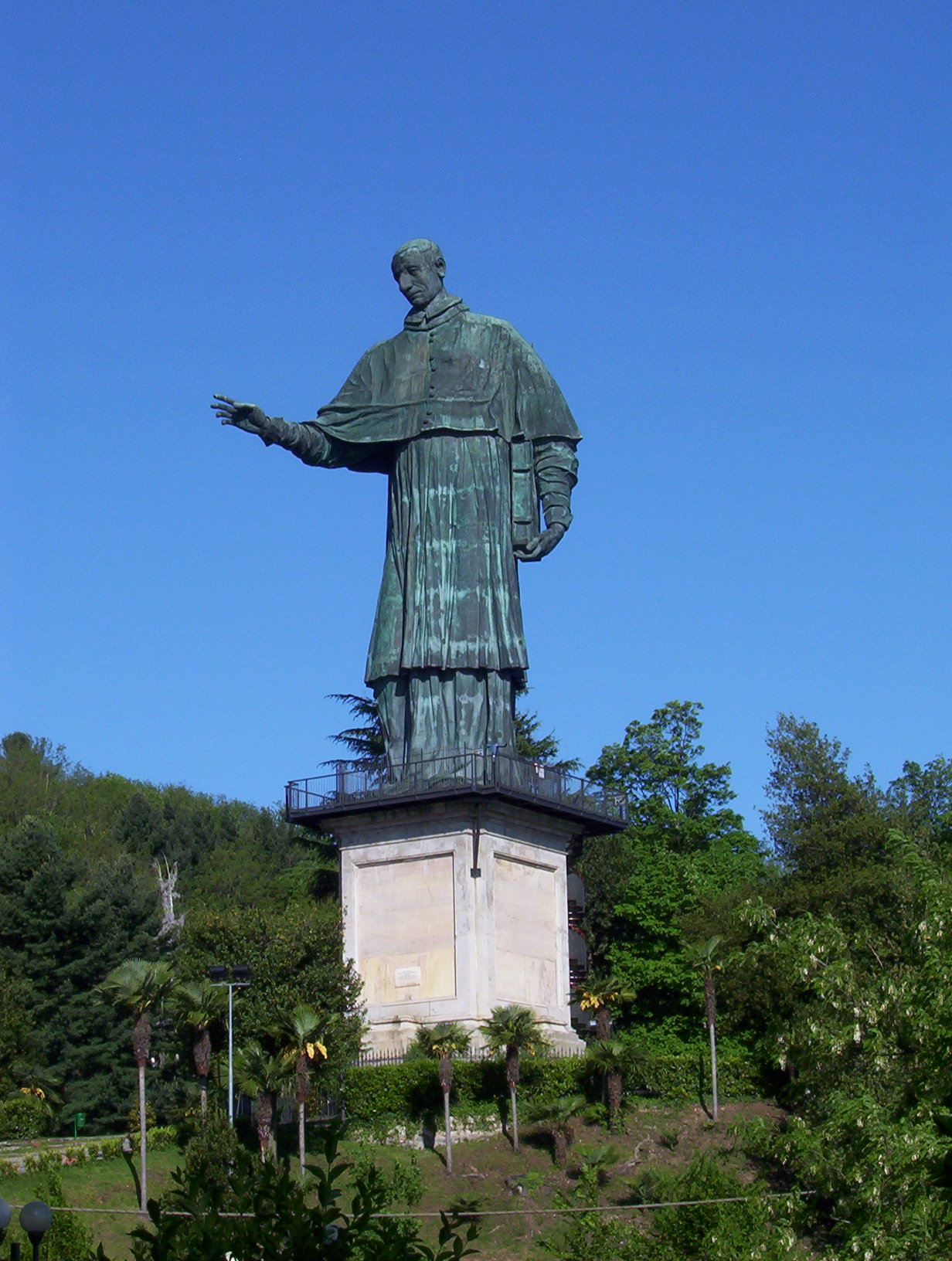
La statua del "San Carlone"
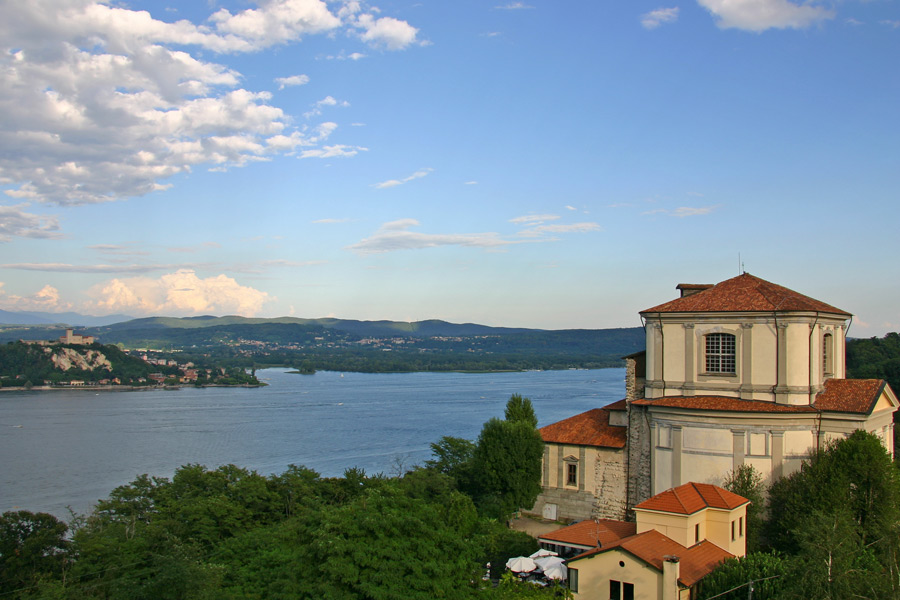
Veduta dal San Carlone sul Sacro Monte di Arona

## Albero genealogico
Sintesi genealogica nelle linee maschili della famiglia Borromeo.

### Tavola sintetica dei Vitaliani
|                  |                  |                   |                   |                      |                      |                                                               |                         |                         |                         |                         |                         |                         |                         |                         |                        |                        |                        |
|                  |                  |                   |                   |                      | Giovanni *? †?       |                                                               |                         |                         |                         |                         |                         |                         |                         |                         |                        |                        |                        |
|                  |                  |                   |                   |                      |                      |                                                               |                         |                         |                         |                         |                         |                         |                         |                         |                        |                        |                        |
|                  |                  |                   |                   |                      |                      |                                                               |                         |                         |                         |                         |                         |                         |                         |                         |                        |                        |                        |
|                  |                  |                   |                   | Valerio *? †?        | Valerio *? †?        | Sigifredo *? †post 1084                                       | Sigifredo *? †post 1084 |                         |                         |                         |                         |                         |                         |                         |                        |                        |                        |
|                  |                  |                   |                   |                      |                      |                                                               |                         |                         |                         |                         |                         |                         |                         |                         |                        |                        |                        |
|                  |                  |                   |                   |                      |                      |                                                               |                         |                         |                         |                         |                         |                         |                         |                         |                        |                        |                        |
|                  |                  |                   |                   |                      | Antonio *? †?        | Antonio *? †?                                                 |                         | Palamede *? †?          | Palamede *? †?          |                         |                         |                         |                         |                         |                        |                        |                        |
|                  |                  |                   |                   |                      |                      |                                                               |                         |                         |                         |                         |                         |                         |                         |                         |                        |                        |                        |
|                  |                  |                   |                   |                      |                      |                                                               |                         |                         |                         |                         |                         |                         |                         |                         |                        |                        |                        |
|                  |                  |                   |                   |                      | Valerio *? †?        | Valerio *? †?                                                 | Nicolò *? †1123/24?     | Nicolò *? †1123/24?     | Vitaliano *? †post 1175 | Vitaliano *? †post 1175 |                         |                         |                         |                         |                        |                        |                        |
|                  |                  |                   |                   |                      |                      |                                                               |                         |                         |                         |                         |                         |                         |                         |                         |                        |                        |                        |
|                  |                  |                   |                   |                      |                      |                                                               |                         |                         |                         |                         |                         |                         |                         |                         |                        |                        |                        |
|                  |                  |                   |                   |                      |                      |                                                               |                         | Gaboardo *? †?          | Gaboardo *? †?          | Gherardo *? †post 1142  | Gherardo *? †post 1142  |                         |                         |                         |                        |                        |                        |
|                  |                  |                   |                   |                      |                      |                                                               |                         |                         |                         |                         |                         |                         |                         |                         |                        |                        |                        |
|                  |                  |                   |                   |                      |                      |                                                               |                         |                         |                         |                         |                         |                         |                         |                         |                        |                        |                        |
|                  |                  |                   |                   |                      |                      |                                                               | Vitaliano *? †post 1190 | Vitaliano *? †post 1190 | Pietro *? †post 1161    | Pietro *? †post 1161    | Matteo *? †post 1180    | Matteo *? †post 1180    | altri 7 figli           | altri 7 figli           |                        |                        |                        |
|                  |                  |                   |                   |                      |                      |                                                               |                         |                         |                         |                         |                         |                         |                         |                         |                        |                        |                        |
|                  |                  |                   |                   |                      |                      |                                                               |                         |                         |                         |                         |                         |                         |                         |                         |                        |                        |                        |
|                  |                  |                   |                   |                      |                      |                                                               |                         | Vitaliano *? †?         | Vitaliano *? †?         | Giacobino *? †?         | Giacobino *? †?         |                         |                         |                         |                        |                        |                        |
|                  |                  |                   |                   |                      |                      |                                                               |                         |                         |                         |                         |                         |                         |                         |                         |                        |                        |                        |
|                  |                  |                   |                   |                      |                      |                                                               |                         |                         |                         |                         |                         |                         |                         |                         |                        |                        |                        |
|                  |                  |                   |                   |                      |                      |                                                               |                         | Matteo *? †?            |                         |                         |                         |                         |                         |                         |                        |                        |                        |
|                  |                  |                   |                   |                      |                      |                                                               |                         |                         |                         |                         |                         |                         |                         |                         |                        |                        |                        |
|                  |                  |                   |                   |                      |                      |                                                               |                         |                         |                         |                         |                         |                         |                         |                         |                        |                        |                        |
| Bartolomeo *? †? | Bartolomeo *? †? | Giovanni *? †1239 | Giovanni *? †1239 | Giulio *? †post 1239 | Giulio *? †post 1239 | Giovanni *? †post 1256                                        | Giovanni *? †post 1256  |                         | Giacobino *? †post 1275 | Giacobino *? †post 1275 | Vitaliano *? †post 1253 | Vitaliano *? †post 1253 |                         | Pietro *? †post 1258    | Pietro *? †post 1258   | Gaboardo *? †post 1270 | Gaboardo *? †post 1270 |
|                  |                  |                   |                   |                      |                      |                                                               |                         |                         |                         |                         |                         |                         |                         |                         |                        |                        |                        |
|                  |                  |                   |                   |                      |                      |                                                               |                         |                         |                         |                         |                         |                         |                         |                         |                        |                        |                        |
|                  |                  |                   |                   |                      |                      | Gherardo *1239 †1280                                          | Gherardo *1239 †1280    | Palamede *? †?          | Palamede *? †?          | Vitaliano *? †post 1275 | Vitaliano *? †post 1275 |                         |                         | Gherardo *? †post 1278  | Gherardo *? †post 1278 | Gherardo *? †post 1280 | Gherardo *? †post 1280 |
|                  |                  |                   |                   |                      |                      |                                                               |                         |                         |                         |                         |                         |                         |                         |                         |                        |                        |                        |
|                  |                  |                   |                   |                      |                      |                                                               |                         |                         |                         |                         |                         |                         |                         |                         |                        |                        |                        |
|                  |                  |                   |                   |                      |                      | Pietro *? †post 1312                                          | Pietro *? †post 1312    | Giacobino *? †?         | Giacobino *? †?         | Nicolò *? †post 1297    | Nicolò *? †post 1297    | Francesco *? †?         | Francesco *? †?         | Giovanni *? †?          | Giovanni *? †?         |                        |                        |
|                  |                  |                   |                   |                      |                      |                                                               |                         |                         |                         |                         |                         |                         |                         |                         |                        |                        |                        |
|                  |                  |                   |                   |                      |                      |                                                               |                         |                         |                         |                         |                         |                         |                         |                         |                        |                        |                        |
|                  |                  |                   |                   |                      |                      | Geronimo *? †post 1360                                        | Geronimo *? †post 1360  |                         |                         |                         | Ruggero *? †?           | Ruggero *? †?           | Francesco *? †post 1398 | Francesco *? †post 1398 |                        |                        |                        |
|                  |                  |                   |                   |                      |                      |                                                               |                         |                         |                         |                         |                         |                         |                         |                         |                        |                        |                        |
|                  |                  |                   |                   |                      |                      |                                                               |                         |                         |                         |                         |                         |                         |                         |                         |                        |                        |                        |
|                  |                  |                   |                   |                      |                      | Giacomo *? †1409 sp. Margherita Borromeo di San Miniato *? †? |                         |                         |                         |                         |                         |                         |                         |                         |                        |                        |                        |
|                  |                  |                   |                   |                      |                      |                                                               |                         |                         |                         |                         |                         |                         |                         |                         |                        |                        |                        |
|                  |                  |                   |                   |                      |                      |                                                               |                         |                         |                         |                         |                         |                         |                         |                         |                        |                        |                        |
|                  |                  |                   |                   |                      |                      | Vitaliano I                                                   |                         |                         |                         |                         |                         |                         |                         |                         |                        |                        |                        |
|                  |                  |                   |                   |                      |                      |                                                               |                         |                         |                         |                         |                         |                         |                         |                         |                        |                        |                        |
|                  |                  |                   |                   |                      |                      |                                                               |                         |                         |                         |                         |                         |                         |                         |                         |                        |                        |                        |
|                  |                  |                   |                   |                      |                      | · Borromeo · di Milano                                        |                         |                         |                         |                         |                         |                         |                         |                         |                        |                        |                        |

### Tavola sintetica della famiglia Borromeo

#### Ramo di Milano
|                         |                         |                                              |                                              |                          |                          |                           |                           |                        |                        |                          |                           |                           |                          |                            |                            |                        |                      |                |                        |                        |                                  |                                  |                      |                      |                    |                    |
|                         |                         |                                              |                                              |                          |                          |                           |                           |                        |                        |                          |                           | · Vitaliani               |                          |                            |                            |                        |                      |                |                        |                        |                                  |                                  |                      |                      |                    |                    |
|                         |                         |                                              |                                              |                          |                          |                           |                           |                        |                        |                          |                           |                           |                          |                            |                            |                        |                      |                |                        |                        |                                  |                                  |                      |                      |                    |                    |
|                         |                         |                                              |                                              |                          |                          |                           |                           |                        |                        |                          |                           |                           |                          |                            |                            |                        |                      |                |                        |                        |                                  |                                  |                      |                      |                    |                    |
|                         |                         |                                              |                                              |                          |                          |                           |                           |                        |                        |                          |                           | Vitaliano I *1390 †1449   |                          |                            |                            |                        |                      |                |                        |                        |                                  |                                  |                      |                      |                    |                    |
|                         |                         |                                              |                                              |                          |                          |                           |                           |                        |                        |                          |                           |                           |                          |                            |                            |                        |                      |                |                        |                        |                                  |                                  |                      |                      |                    |                    |
|                         |                         |                                              |                                              |                          |                          |                           |                           |                        |                        |                          |                           |                           |                          |                            |                            |                        |                      |                |                        |                        |                                  |                                  |                      |                      |                    |                    |
|                         |                         |                                              |                                              |                          |                          |                           |                           |                        |                        |                          | Giacomo *1414 †1453       | Giacomo *1414 †1453       | Filippo *1419 †1469      | Filippo *1419 †1469        |                            |                        |                      |                |                        |                        |                                  |                                  |                      |                      |                    |                    |
|                         |                         |                                              |                                              |                          |                          |                           |                           |                        |                        |                          |                           |                           |                          |                            |                            |                        |                      |                |                        |                        |                                  |                                  |                      |                      |                    |                    |
|                         |                         |                                              |                                              |                          |                          |                           |                           |                        |                        |                          |                           |                           |                          |                            |                            |                        |                      |                |                        |                        |                                  |                                  |                      |                      |                    |                    |
|                         |                         |                                              |                                              |                          |                          |                           |                           |                        |                        |                          |                           | Vitaliano *1451 †1493     | Vitaliano *1451 †1493    | Giovanni *? †1495          | Giovanni *? †1495          |                        |                      |                |                        |                        |                                  |                                  |                      |                      |                    |                    |
|                         |                         |                                              |                                              |                          |                          |                           |                           |                        |                        |                          |                           |                           |                          |                            |                            |                        |                      |                |                        |                        |                                  |                                  |                      |                      |                    |                    |
|                         |                         |                                              |                                              |                          |                          |                           |                           |                        |                        |                          |                           |                           |                          |                            |                            |                        |                      |                |                        |                        |                                  |                                  |                      |                      |                    |                    |
|                         |                         |                                              |                                              | Giberto *1463 †1527      | Giberto *1463 †1527      |                           |                           |                        |                        |                          |                           | Ludovico *1468 †1527      | Ludovico *1468 †1527     |                            |                            |                        |                      |                | Filippo *? †1508       | Filippo *? †1508       | Lancillotto *1473 †1513          | Lancillotto *1473 †1513          | Galeazzo *1476 †1511 | Galeazzo *1476 †1511 | Francesco *1462 †? | Francesco *1462 †? |
|                         |                         |                                              |                                              |                          |                          |                           |                           |                        |                        |                          |                           |                           |                          |                            |                            |                        |                      |                |                        |                        |                                  |                                  |                      |                      |                    |                    |
|                         |                         |                                              |                                              |                          |                          |                           |                           |                        |                        |                          |                           |                           |                          |                            |                            |                        |                      |                |                        |                        |                                  |                                  |                      |                      |                    |                    |
|                         |                         |                                              |                                              | Federico *1492 †1529     | Federico *1492 †1529     |                           |                           |                        | Camillo *? †1599       | Camillo *? †1599         | Vitaliano *? †?           | Vitaliano *? †?           | Carlo *? †1537           | Carlo *? †1537             | Luigi *ante 1502 †1518     | Luigi *ante 1502 †1518 | Guido *1502 †?       | Guido *1502 †? | Giulio Cesare *? †1523 | Giulio Cesare *? †1523 | Giovanni *? †1536                | Giovanni *? †1536                |                      |                      |                    |                    |
|                         |                         |                                              |                                              |                          |                          |                           |                           |                        |                        |                          |                           |                           |                          |                            |                            |                        |                      |                |                        |                        |                                  |                                  |                      |                      |                    |                    |
|                         |                         |                                              |                                              |                          |                          |                           |                           |                        |                        |                          |                           |                           |                          |                            |                            |                        |                      |                |                        |                        |                                  |                                  |                      |                      |                    |                    |
|                         |                         | Giberto II *1511 †1558                       | Giberto II *1511 †1558                       | Francesco *? †1582       | Francesco *? †1582       | Giulio Cesare *1517 †1572 | Giulio Cesare *1517 †1572 | Gian Battista *? †1577 | Gian Battista *? †1577 | Luigi *? †?              | Luigi *? †?               |                           |                          |                            |                            |                        |                      |                | Luigi *? †?            | Luigi *? †?            | Filippo Dionogi *1519 †post 1562 | Filippo Dionogi *1519 †post 1562 |                      |                      |                    |                    |
|                         |                         |                                              |                                              |                          |                          |                           |                           |                        |                        |                          |                           |                           |                          |                            |                            |                        |                      |                |                        |                        |                                  |                                  |                      |                      |                    |                    |
|                         |                         |                                              |                                              |                          |                          |                           |                           |                        |                        |                          |                           |                           |                          |                            |                            |                        |                      |                |                        |                        |                                  |                                  |                      |                      |                    |                    |
|                         | Federico *1535 †1562    | Federico *1535 †1562                         | Carlo *1538 †1584                            | Carlo *1538 †1584        | Renato I *1555 †1608     | Renato I *1555 †1608      | Federico *1564 †1631      | Federico *1564 †1631   |                        |                          |                           |                           |                          |                            |                            |                        |                      |                | Vitaliano *? †?        | Vitaliano *? †?        | Prospero *? †ante 1591           | Prospero *? †ante 1591           |                      |                      |                    |                    |
|                         |                         |                                              |                                              |                          |                          |                           |                           |                        |                        |                          |                           |                           |                          |                            |                            |                        |                      |                |                        |                        |                                  |                                  |                      |                      |                    |                    |
|                         |                         |                                              |                                              |                          |                          |                           |                           |                        |                        |                          |                           |                           |                          |                            |                            |                        |                      |                |                        |                        |                                  |                                  |                      |                      |                    |                    |
| Giovanni *? †1613       | Giovanni *? †1613       | Carlo III *1586 †1652                        | Carlo III *1586 †1652                        |                          |                          |                           |                           |                        |                        |                          | Giulio Cesare *1590 †1638 | Giulio Cesare *1590 †1638 |                          |                            |                            |                        |                      |                |                        |                        |                                  |                                  |                      |                      |                    |                    |
|                         |                         |                                              |                                              |                          |                          |                           |                           |                        |                        |                          |                           |                           |                          |                            |                            |                        |                      |                |                        |                        |                                  |                                  |                      |                      |                    |                    |
|                         |                         |                                              |                                              |                          |                          |                           |                           |                        |                        |                          |                           |                           |                          |                            |                            |                        |                      |                |                        |                        |                                  |                                  |                      |                      |                    |                    |
| Giberto III *1615 †1672 | Giberto III *1615 †1672 | Renato II *1636 †1704 sp. Giulia Arese *? †? | Renato II *1636 †1704 sp. Giulia Arese *? †? | Vitaliano VI *1620 †1690 | Vitaliano VI *1620 †1690 | Giovanni *? †1660         | Giovanni *? †1660         | 4 Monaci teatini       | 4 Monaci teatini       | Paolo Emilio *1633 †1690 | Paolo Emilio *1633 †1690  | Giustino *1638 †ante1640  | Giustino *1638 †ante1640 | Antonio Renato *1632 †1686 | Antonio Renato *1632 †1686 | Federico *1617 †1673   | Federico *1617 †1673 |                |                        |                        |                                  |                                  |                      |                      |                    |                    |
|                         |                         |                                              |                                              |                          |                          |                           |                           |                        |                        |                          |                           |                           |                          |                            |                            |                        |                      |                |                        |                        |                                  |                                  |                      |                      |                    |                    |
|                         |                         |                                              |                                              |                          |                          |                           |                           |                        |                        |                          |                           |                           |                          |                            |                            |                        |                      |                |                        |                        |                                  |                                  |                      |                      |                    |                    |
|                         | Carlo IV                | Carlo IV                                     | Giberto *1671 †1740                          | Giberto *1671 †1740      |                          |                           |                           |                        |                        |                          |                           |                           |                          |                            |                            |                        |                      |                |                        |                        |                                  |                                  |                      |                      |                    |                    |
|                         |                         |                                              |                                              |                          |                          |                           |                           |                        |                        |                          |                           |                           |                          |                            |                            |                        |                      |                |                        |                        |                                  |                                  |                      |                      |                    |                    |
|                         |                         |                                              |                                              |                          |                          |                           |                           |                        |                        |                          |                           |                           |                          |                            |                            |                        |                      |                |                        |                        |                                  |                                  |                      |                      |                    |                    |
|                         | · Borromeo · Arese      |                                              |                                              |                          |                          |                           |                           |                        |                        |                          |                           |                           |                          |                            |                            |                        |                      |                |                        |                        |                                  |                                  |                      |                      |                    |                    |

## Simbologia e araldica

### Armoriale
| Stemma | Data e Blasonatura |
|        | Stemma antico della Famiglia Borromeo Fasciato di sei pezzi di rosso e di verde, alla banda attraversante d'argento. |
|        | Famiglia Borromeo Inquartato, fiancheggiato in arco di cerchio, col capo e la campagna: nel I di rosso alla corona antica d'oro, posta in sbarra; nel II d'argento a due trecce d'oro, poste in sbarra, annodate di rosso in decusse; nel III d'azzurro a tre anelli intrecciati d'oro gemmati di rosso male ordinati; nel IV di rosso al freno d'argento posto in banda. Il fiancheggiato di rosso: sul fianco destro seminato di fiammelle d'oro al liocorno d'argento, accollato di una corona antica d'oro annodata con una sciarpa d'argento svolazzante, spaventato da un medaglione ovale d'argento, raggiante d'oro, orizzontale a destra, caricato da un biscione d'azzurro ingollante un putto di carnagione; il fianco sinistro caricato di un dromedario giacente in un canestro sostenente sulla gobba una corona antica il tutto d'oro, sormontata da sette penne di struzzo alternate d'azzurro e d'argento. Il tutto sinistrato e spaccato: superiormente d'oro all'aquila di nero coronata d'oro, inferiormente d'argento al volo abbassato di nero. Il capo e la campagna d'argento, caricato il primo del motto humylitas in carattere gotico minuscolo di nero, sormontato da una corona fioronata d'oro; e la seconda da un cedro d'oro, gambuto e fogliato di verde, posto in fascia. Sul tutto partito: nel I bandato d'azzurro innestato d'argento e di verde; nel II fasciato di rosso e di verde, alla cotissa in banda d'argento attraversante. |

### Simbologia dello stemma

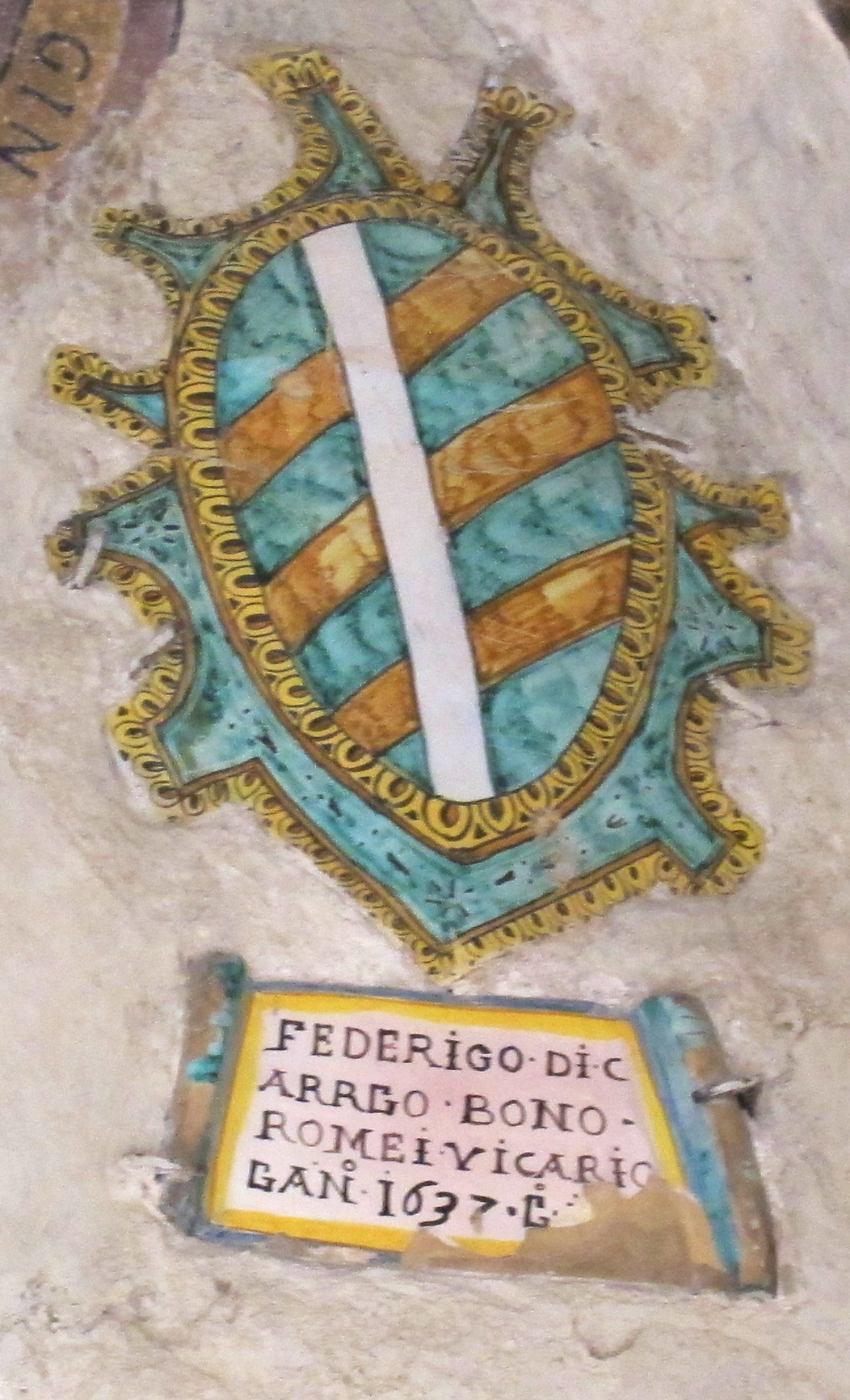
L'antico stemma dei 'Buon Romei' nel Palazzo vicariale di Certaldo

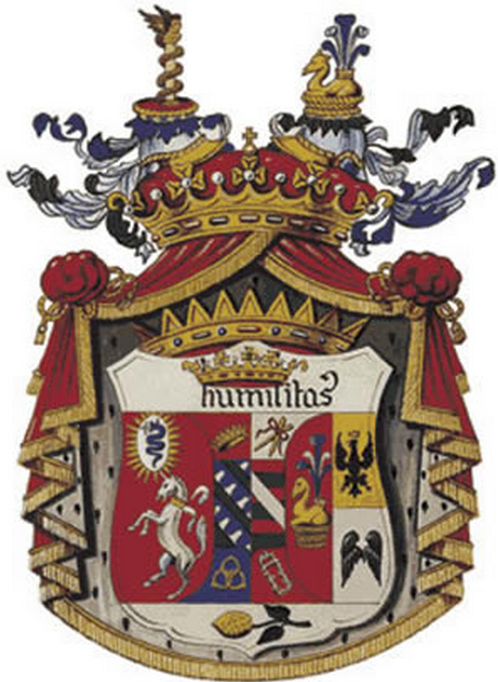
L'attuale stemma dei Borromeo

Lo stemma dei Borromeo è alquanto complesso, per la riunione in esso di molti simboli.
Il più noto è il motto Humilitas, che sovrasta lo stemma e che stava a sottolineare la pietà e la religiosità della famiglia di Carlo Borromeo e di Federico Borromeo,  molto legata alla Controriforma e spesso imparentata con vari pontefici. Questa scritta, in caratteri gotici rigidamente verticali, sottintende l'umiltà dinanzi a Dio e alle virtù;
Il dromedario prostrato è un altro simbolo ricorrente, sul cui dorso si erge un cimiero piumato. Questo fu uno dei primi emblemi di famiglia, introdotto da Vitaliano I Borromeo in ricordo ed in omaggio dello zio materno Giovanni Borromeo: rappresenta infatti la pazienza e la devozione;
L'unicorno (o liocorno), invece, era legato alla forza politica della famiglia: esso era il segno del grande valore di Vitaliano I, quale gli era stato riconosciuto da Filippo Maria Visconti, duca di Milano: infatti esso spesso si rivolge verso il Biscione visconteo;
Il morso rappresenta una forza data dalla fermezza, in grado di bloccare la violenza brutale: esso venne introdotto in memoria della forza militare mostrata da Giovanni I Borromeo che, nel 1487, fermò Svizzeri e i Vallesani al ponte di Crevola presso Domodossola (battaglia di Crevola).
Il cedro, in basso allo stemma, rappresenta la bellezza e la particolarità della flora che cresce rigogliosa nei possedimenti dei Borromeo. Inoltre, in araldica, esso è simbolo di pietà e misericordia, ed era ritenuto simbolo di immortalità per la stirpe di chi lo portava nel proprio blasone;
Infine, il simbolo formato dai tre cerchi, interconnessi in maniera tale che, spezzando uno dei tre, anche gli altri due si separano; questi anelli borromei (ornati da un diamantino) sono presenti nel Palazzo Borromeo d’Adda di Milano, e all’Isola Bella nella dimora dei Borromeo. Il simbolo rappresenta l'unione delle tre potenti famiglie lombarde (Visconti, Sforza, Borromeo) e la Trinità cristiana. Per i fisici nucleari indica - nel contesto dei nuclei esotici - quei sistemi legati, come l'elio-6 o il litio-11, formati da tre sottosistemi i quali, presi a due a due, non formerebbero un legame stabile. Questo tipo di nuclei vengono detti Borromeani.